# Décès en 1139
Décès
- 1135
- 1136
- 1137
- 1138
- 1139
- 1140
- 1141
- 1142
- 1143

Cette page dresse une liste de personnalités mortes au cours de l'année 1139 :
- 13 ou 14 janvier : Simon Ier de Lorraine, duc de Lorraine et marchis.
- 25 janvier : Godefroid Ier de Louvain, comte de Louvain, de Bruxelles et landgrave de Brabant, puis duc de Basse-Lotharingie (sous le nom de Godefroid V) et marquis d'Anvers.
- 18 février : Iaropolk II, prince de Kiev.
- après le 1er mars : Gilles de Paris, cardinal français.
- 30 avril : Rainulf d'Alife, comte d'Alife et duc d'Apulie.
- 20 juin : Jean de Matera, religieux italien.
- 30 juin : Othon de Bamberg, chapelain du roi des Romains, chancelier de l'Empire.
- 19 août : Godefroi Ier de Namur, comte de Namur.
- 20 octobre : Henri X de Bavière, abbaye Quedlinbourg, duc de Bavière, duc de Saxe.
- 12 novembre : 
  - Magnus IV, roi de Norvège.
  - Sigurd Magnusson, prétendant au trône de Norvège.
- 11 décembre : Roger de Salisbury, évêque de Salisbury et chancelier d'Angleterre.

- `Abdul Mâlik Ibn Mas`oûd Ibn Bachkuwâl, juriste Malikite, théologien Asharite, spécialiste du hadith de Al-Andalus, originaire de la tribu Arabe des Khazraj.
- Aimery VI de Thouars, 15e vicomte de Thouars.
- Roger d'Argences, ou Roger de Bayeux, abbé de Fécamp.
- Audin de Bayeux, évêque catholique français.
- Cosma (cardinal) italien.
- Diego Gelmírez, archevêque de Saint-Jacques-de-Compostelle.
- Hugues II d'Oisy, seigneur d'Oisy et de Crèvecœur, châtelain de Cambrai.
- Raymond de Martigné, archevêque de Reims.
- Robert de Ferrières (1er comte de Derby).
- Shihab ad-Din Mahmud, atabeg bouride de Damas.
- Waléran II de Limbourg, duc de Limbourg, comte d'Arlon et duc de Basse-Lotharingie.
- Yves, cardinal français.

## Crédit d'auteurs
- Cet article est partiellement ou en totalité issu de l'article intitulé « 1139 » (voir la liste des auteurs).